# Giovanni Orlandi (atleta)
Giovanni Battista Orlandi (Milano, 27 gennaio 1898 – 14 aprile 1977) è stato un velocista italiano.
Ha partecipato ai Giochi di Anversa 1920, gareggiando nei 100 m e 200 m.
Oggi riposa nel cinerario del Cimitero monumentale di Milano.